# Dario Palermo

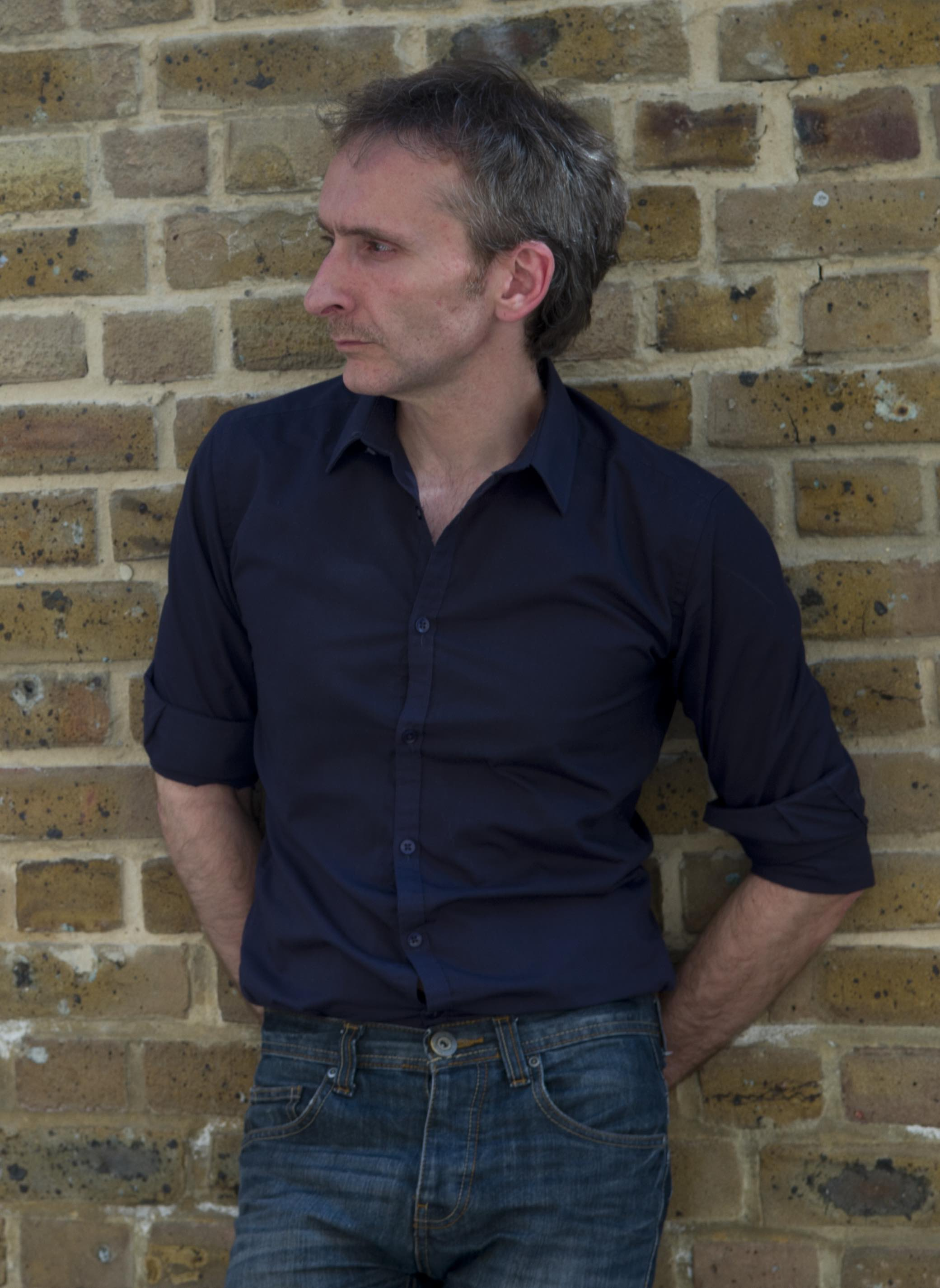

Dario Palermo (14 de junio de 1970, Milán, Italia) es un compositor italiano.

## Biografía
Dario Palermo comenzó sus estudios musicales en guitarra clásica a la edad de nueve años, posteriormente siguiendo estudios en percusión con Italo Savoia (Teatro alla Scala de Milán), y poco después en la Civica Scuola di Milano con David Searcy y Jonathan Scully (Teatro alla Scala de Milán). En los primeros años de su carrera como intérprete, tocó en toda Europa en varios conjuntos, grupos de cámara y orquestas con, entre otros, Vaclav Neumann, Christa Ludwig, Thomas Allen y Claudio Abbado.
Durante los mismos años en la Civica Scuola di Musica, Dario Palermo se matriculó en estudios de composición  con Massimiliano Carraro, y luego con Giorgio Taccani y Giovanni Verrando. Dario Palermo asistió también a seminarios y clases con Pierre Boulez, Franco Donatoni, Emmanuel Nunes, Aldo Clementi, y particularmente con Gérard Grisey. 
Desde 2003 vivió entre Francia y Reino Unido donde completó un doctorado en composición y tecnología en la Universidad de East Anglia bajo la supervisión de Jonathan Impett y Simon Waters.
En 2011 fue galardonado con la Royal Philharmonic Society por la música de The difference engine.
Entre 1993 y 1999 colaboró con Agon, centro de investigación y producción a través del uso de tecnologías electrónicas e informáticas, con Luca Francesconi como Director Artístico. En Agon, estuvo involucrado en la programación y realización de conciertos, instalaciones, obras de teatro y festivales musicales.
Dario Palermo ha compuesto trabajos para grupos instrumentales que abarcan desde solistas a orquestas, también el uso de dispositivos electroacústicos y nuevas tecnologías. Ha recibido comisiones de muchas organizaciones, festivales, conjuntos y grupos de cámara. Sus obras más recientes se han estrenado en Kings Place, Londres; Festival Mediarte, Monterrey; Festival de Sonoridades, Belfast; Southbank Centre y Southbank Centre's Purcell Room, Londres; Centro Nacional de las Artes, Ciudad de México; Gare du Nord, Basilea; Festival Visiones Sonoras, Morelia; Bienal de Venecia.
Desde 1995, ha enseñado composición, teoría y análisis, composición electroacústica y nuevas tecnologías; entre 1999 y 2002, se incorporó al Centro Tempo Reale, en Florencia, Italia, para trabajar y llevar a cabo el proyecto de Alfabetización Musical Básica para niños a través del uso de las Nuevas Tecnologías de Luciano Berio. Ha sido invitado a dar conferencias en cursos especiales, seminarios avanzados y clases magistrales en varios conservatorios y universidades de todo el mundo.

## Trabajos seleccionados
instrumental
- Duo, for Horn and Marimba (2019)
- Etude nr.1, pour Piano (2015)
- Quatre Miniatures, pour deux Violons (2015)
- Trois Miniatures, pour Guitare Quartet (2014)
- RO  - Première danse de la Lune, for drum-set percussion and real time electronics (2011/12)
- The Difference Engine, for string quartet, mezzo-soprano and real time electronics (2010/11)
- Trance - Five Abstract Stations, for male Voice & real time electronics (2009)
- Ritual, version for Viola, real time composition & live electronics (2007-2008)
- Ritual, for Viola d'Amore, Real Time composition & Live Electronics (2006-2007)
- Exodus...Lands, for Horn, Vibraphone, Viola (2005-2006)
- Following The White Rabbit, for Contrabass Flute, Two Contrabass Clarinets, Contrabassoon and Live Electronics (2000)
- Move_On, for Piccolo & Live Electronics (2000)
- Cilla_Pusut, for female Vocal quartet, Mezzo-Soprano & Electronics (2000)
- Latitudes I, for Contrabass Flute & Live Electronics (1998)
- Lied II, for Bass Clarinet (1995)
- Oltre La Tela - Beyond The Canvas, (1993)
- Danza, for Cello solo (1993)

Ensemble - Orquesta - Ópera
- II - für sechs Stimmen (2018)
- Khantor's lollipops & the conjecture of the Pompeiu problem, a miniature opera (2017)
- sur l’excitation des corps, une miniature pour piano et ensemble (2016/17)
- Still Life v. IV, a film opera - for mezzo-soprano, contralto, trumpet, film and real time electronics (2013/14)
- Sill Life v. II, a film opera – responsive environment, for Drum-set Percussion, real time electronics audio & video (2013)
- music for The Difference Engine, for string quartet, mezzo-soprano, two dancers, real time electronics audio & video (2010/11)
- Latitudes Del Silencio, for large ensemble (2004-2006)

Variable – Multimédia
- Sill_Life, a sound-video-scape live environment installation, live responsive environment (2012/13)
- Two Perspectives, For two performers and real-time electronic composition (2010)
- DISCOMBOBULATOR, (2009)
- Cyborg, for female Voice, Real Time Audio & Video (2002)

## Discografía
- Difference Engines,[5] por Amirani Records.